# Philipp Degen
Pour les articles homonymes, voir Degen.
Philipp Degen est un joueur de football suisse né le 15 février 1983 à Liestal, jouant au FC Bâle. Philipp a un frère jumeau, également footballeur, David Degen

## Carrière

### En club
Formé au FC Bâle, Degen quitte le Borussia Dortmund pour l'Angleterre et le Liverpool FC en 2008. Il est absent, en juin 2010, des pelouses durant deux semaines en raison de blessure. Début août 2010, le FC Liverpool le prête au VfB Stuttgart pour une année. Il rompt cependant son contrat le 1er septembre 2011 après un prêt au VfB Stuttgart. En novembre 2011, était actuellement sans club, il s'est engagé jusqu'à la fin de la saison avec le FC Bâle, avec option pour une année supplémentaire.
. Après être resté sans club pendant 4 mois, il signe le 2 janvier 2012 un contrat de 3 ans et 6 mois avec son club formateur du FC Bâle.

### Équipe nationale
- 32 sélections
- Première sélection : EAU-Suisse 1-2, le 9 février 2005 à Dubaï

## Palmarès
FC Bâle
- Vainqueur du Championnat de Suisse (8) : 2002, 2004, 2005, 2012, 2013, 2014, 2015 et 2016
- Vainqueur de la Coupe de Suisse (1) : 2002
- Finaliste de la Coupe de Suisse : 2013 et 2014

### Grandes Rencontres
- Ligue des champions
- Coupe de l'UEFA
- Ligue Europa
- Mondial 2006 en Allemagne